# Gabinet figur woskowych (film 1953)
Gabinet figur woskowych (ang. House of Wax) – amerykański dreszczowiec filmowy z 1953 roku. Remake Gabinetu figur woskowych z 1933 roku. Dziś film uznawany jest za jeden z klasyków horroru.